# 美国国家航空航天局第三组宇航员
美国国家航空航天局（NASA）的第三组宇航员是其1963年10月挑选的第三批宇航员。第三组宇航员的挑选标准与第二组的挑选标准一致，NASA从287名候选人中选出了下列的14名。

## 候選條件
对于喷气式飞机飞行员候选人的基本条件：不少于1000小时的飞行时间，工程、物理或者生物专业的本科学历，35岁以下，身高不超过183厘米，健康的身体，美国公民。

## 歷史
除了在事故中丧生的成员以外，全部的宇航员都执行了阿波罗计划中的任务，其中奥尔德林、宾、塞尔南以及斯科特还在月球上行走过。第三组宇航员中的五人（奥尔德林、塞尔南、科林斯、戈尔登以及斯科特）还在双子星座计划中执行过任务。巴塞特、查菲、弗里曼和威廉姆斯都在太空飞行之前丧生——查菲是在阿波罗1号的大火中牺牲，其他的都死于飞机事故。

## 成員

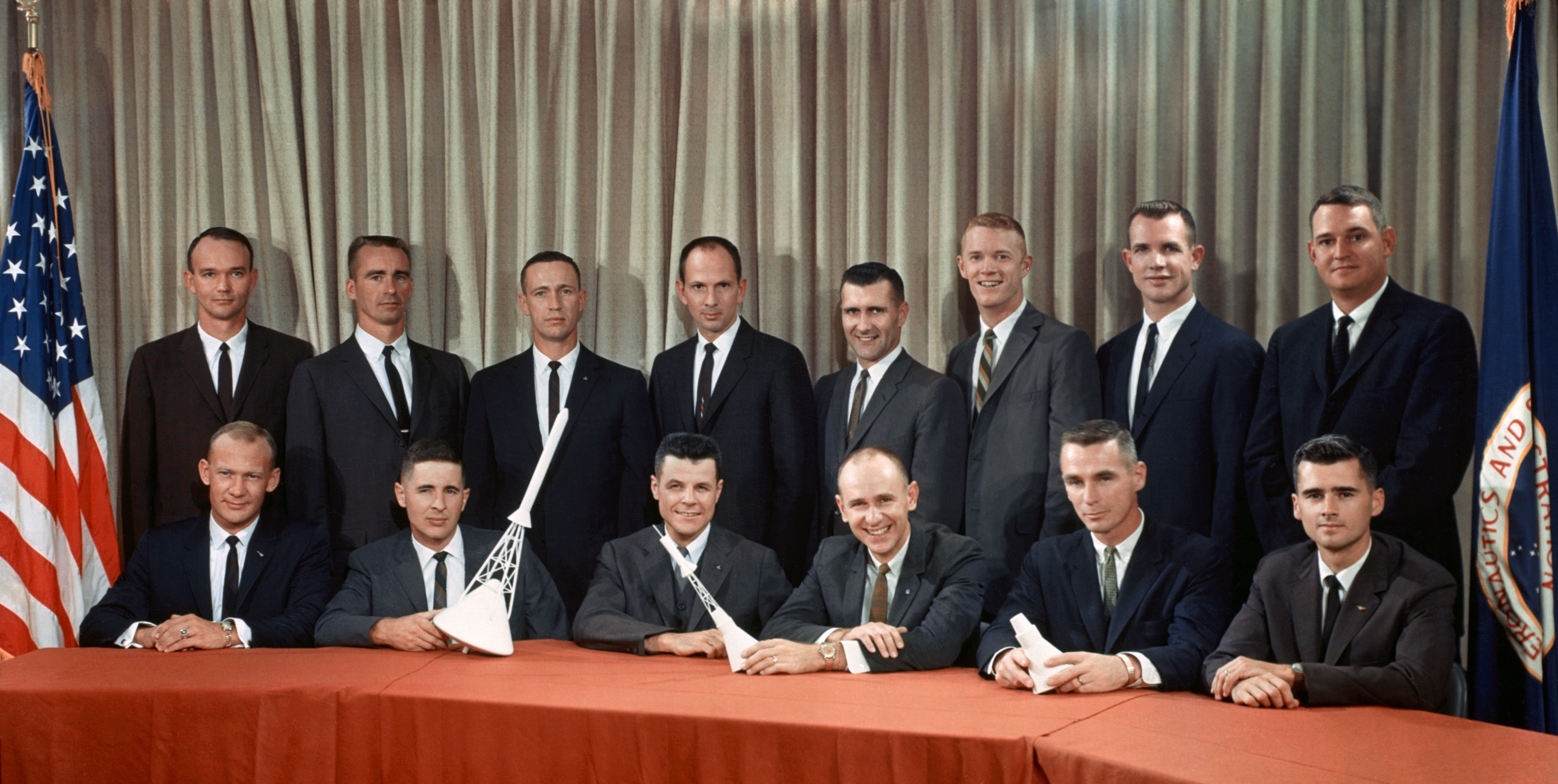
第三组宇航员合影（1963年2月）：前排左起：奥尔德林、安德斯、巴塞特、宾、塞尔南、查菲；后排左起：科林斯、康尼翰、埃斯利、弗里曼、戈尔登、施威卡特、斯科特、威廉姆斯

- 巴兹·奥尔德林（Edwin Eugene Aldrin Jr.，出生于1930年1月20日）

- 双子星座12号飞行员：双子星座计划中的最后一次任务；
- 阿波罗11号登月舱驾驶员：首次载人登月任务，第二个踏上月球的人。

- 威廉·安德斯（William Alison Anders，出生于1933年10月17日，去世于2024年7月6日）

- 阿波罗8号登月舱驾驶员：人类首次环绕月球任务，由于阿波罗8号未携带登月舱，安德斯也需要为重要的景物拍照。

- 查尔斯·巴塞特（Charles Arthur Bassett II，出生于1931年12月30日，去世于1966年2月28日）

计划中将执行双子星9A号任务，但在任务之前因飞机事故而丧生。
- 艾伦·宾（Alan LaVerne Bean，出生于1932年3月15日，去世于2018年5月26日）

- 阿波罗12号登月舱驾驶员：第二次载人登月，第四个登上月球的人。
- 天空实验室3号

- 尤金·塞尔南（Eugene Andrew Cernan，出生于1934年3月14日，去世于2017年1月16日）

- 双子座9A号飞行员：由于巴塞特与埃里奥特·希在飞行事故中丧命，替补团队的塞尔南与托马斯·斯塔福德执行本次任务；
- 阿波罗10号登月舱驾驶员：月球轨道登月舱测试，人类飞行的最快速度记录；
- 阿波罗17号指令长：最后一次登月任务，最后一个在月球上行走的人。

- 罗杰·查菲（Roger Bruce Chaffee，出生于1935年2月15日，去世于1967年1月27日）

查菲还担任了首次阿波罗任务阿波罗1号的飞行员（测试时由于大火而牺牲）。
- 迈克尔·科林斯（Michael Collins，出生于1930年10月31日，去世于2021年4月28日）

- 双子星10号飞行员；
- 阿波罗11号指令舱驾驶员：首次载人登月任务。

- 瓦尔特·康尼翰（Ronnie Walter Cunningham，出生于1932年3月16日，去世于2023年1月3日）

- 阿波罗7号指令舱驾驶员：阿波罗计划中首次地球轨道载人任务。

- 唐·埃斯利（Donn Fulton Eisele，出生于1930年6月23日，去世于1987年12月1日）

- 阿波罗7号登月舱驾驶员：阿波罗计划中首次地球轨道载人任务。此次任务未携带登月舱。

- 西奥多·弗里曼（Theodore Cordy Freeman，出生于1930年2月18日，去世于1964年10月31日）

- 理查德·戈尔登（Richard Francis（Dick） Gordon Jr.，出生于1929年10月5日，去世于2017年11月6日）

- 双子星11号飞行员；
- 阿波罗12号指令舱驾驶员：第二次载人登月。

- 拉塞尔·施威卡特（Russel Luis Schweickart，出生于1935年10月25日）

- 阿波罗9号登月舱驾驶员：登月舱首次地球轨道载人任务。

- 大卫·斯科特（David Randolph Scott，出生于1932年6月6日）

- 双子星8号：人类首次太空对接；
- 阿波罗9号指令舱驾驶员：首次两艘载人航天器对接并交换乘员；
- 阿波罗15号指令长：第四次成功载人登月任务，第七个登上月球的人。

- 克里夫顿·威廉姆斯（Clifton Curtis Williams Jr.，出生于1932年9月26日，去世于1967年10月5日）

双子星10号替补团队成员；
计划中将执行阿波罗9号任务，但在任务之前因飞机事故而丧生。

## 请参看
- 水星计划七人
- 第二组宇航员
- 第四组宇航员
- 第五组宇航员
- 阿波罗宇航员列表